# Векторная трубка
Векторная трубка

Векторная трубка — это совокупность всех векторных линий заданного векторного поля, проходящих через некоторую замкнутую кривую или площадку. Векторные линии, проходящие через выбранную площадку, полностью лежат внутри трубки
Пусть {\displaystyle {\bar {a}}={\bar {a}}(P)} — векторное поле, {\displaystyle S} — какая-нибудь площадка на этом поле. Проведём через границу этой площадки векторные линии. Образуемая при этом фигура называется векторной трубкой (при этом векторные линии, проходящие через {\displaystyle S}, целиком лежат внутри векторной трубки).

## Трубка тока
Если векторное поле представляет собой распределение скоростей точек сплошной среды, то векторная трубка состоит из линий тока (направления скорости движения частиц совпадают с касательными к линиям тока) и называется  трубкой тока. 
В случае нестационарных движений линии тока не совпадают с траекториями точек. Однако в случае установившегося движения трубка тока подобна трубе со стенками, внутри которой с постоянным расходом течёт жидкость. 
При постоянной плотности сплошной среды трубка тока сужается при увеличении скорости сплошной среды и расширяется при замедлении. В случае сжимаемой сплошной среды (газа) также наблюдается аналогичное поведение, но лишь до достижения скорости звука, после чего поведение изменяется и дальнейшее возрастание скорости приводит к расширению трубки.

## Свойства
- В соленоидальном поле (например, поле скоростей частиц в несжимаемой сплошной среде) поток вектора через поперечное сечение векторной трубки остаётся постоянным вдоль этой трубки.